# Георгий (Ярошевский)
Митрополит Георгий (в миру Григорий Антонович Ярошевский; 18 (30) ноября 1872, Подольская губерния — 8 февраля 1923, Варшава) — епископ Православной российской церкви; митрополит Варшавский и Холмский, Патриарший экзарх в Польше. Историк Церкви, экзегет.

## Биография
Родился 18 (30) ноября 1872 года в селе Малая Терновка Ольгопольского уезда Подольская губернии в семье священника Антония Павловича Ярошевского.
Окончил Подольскую духовную семинарию (1893) и Киевскую духовную академию со степенью кандидата богословия, оставлен при ней профессорским стипендиатом (1897).
В 1898 году назначен преподавателем Таврической духовной семинарии.
24 марта 1900 года пострижен в монашество, 26 марта — рукоположён во иеромонаха.
В 1901 году за работу «Соборное послание Св. Апостола Иакова» получил степень магистра богословия и определён смотрителем Калужского духовного училища.
С 1902 года — инспектор Могилёвской духовной семинарии.
С 1903 года — ректор Тульской духовной семинарии в сане архимандрита.
1 июля 1906 года хиротонисан во епископа Каширского, викария Тульской епархии.
С 1 февраля 1908 года — епископ Прилуцкий, викарий Полтавской епархии.
С 19 ноября 1910 года — епископ Ямбургский, викарий Петербургской епархии.
С 22 ноября 1910 года — ректор Санкт-Петербургской духовной академии.
С 13 мая 1913 года — епископ Калужский и Боровский.
В 1915 году в Калужскую губернию были эвакуированы жители Минской, Холмской и Волынской губерний, со своими семинариями, гимназиями, училищами епархиальными, духовными, реальными и коммерческими. Организовал Комитет по оказанию помощи беженцам духовного звания.
Почётный член Санкт-Петербургской (1914) и Московской (1916) духовных академий. Награждён орденом Святого Владимира 3-й (1909) и 2-й (1915) степеней.
С 6 июля 1916 года — епископ Минский и Туровский.
В 1917 году председатель IX отдела Предсоборного совета, член Поместного Собора Православной Российской Церкви, участвовал в 1-2-й сессиях, председатель III и член II отделов. В 1918 году член Всеукраинского Православного Церковного Собора.
25 апреля 1918 года возведён в сан архиепископа.
В 1919 году был официально назначен ВЦУ Юга России на Харьковскую кафедру и управлял Харьковской епархией.
В начале декабря 1919 года отступил с белой Добровольческой армией из Харькова в Екатеринодар.
В начале января 1920 года выехал из Екатеринодара в Новороссийск; 16 января 1920 года на «архиерейском» грузовом пароходе «Иртыш» вместе с рядом других русских архиереев, архимандритов и священников (вместе с владыками Евлогием (Георгиевским), Митрофаном (Абрамовым), Гавриилом (Чепуром) и Аполлинарием (Кошевым)) отплыл из Новороссийска через оккупированный Антантой Константинополь и Салоники в Королевство сербов, хорватов и словенцев, эмигрировав из России в Югославию.
Прибыл в феврале 1920 в Белград, оттуда переехал в Италию.
Указом патриарха Московского Тихона от 28 сентября (11 октября) 1921 года ему было поручено временное управление Варшавской епархией с одновременным назначением Патриаршим экзархом в Польше. Основал в Варшаве православное богословское отделение в университете и синодальную типографию.
7 (30) января 1922 года патриаршим указом возведён в сан митрополита.
После того, как в Москве был совершен обновленческий переворот, митрополит Георгий собрал в Варшаве в середине июня 1922 года первый Собор православных епископов в Польше и под давлением польского правительства предпринял шаги, направленные на отделение православных епархий, оказавшихся на территории Польши, от Московского патриархата.
В разгар церковной борьбы, 8 февраля 1923 года, был застрелен ректором Волынской духовной семинарии архимандритом Смарагдом (Латышенко).
Похоронен в храме св. Иоанна Лествичника (в нижнем приделе свв. Илии и Иеронима) на Вольском кладбище в Варшаве.

## Сочинения
- Domine, quo vadis?; Изъяснение труднейших мест послания св. ап. Петра; Высокопреосвященный Иннокентий, архиеп. Херсонский и Таврический; Кончина архиеп. Иннокентия (стихотворение) // Таврические ЕВ. 1900. № 12, 17-19, 22-23.
- Соборное послание Св. Апостола Иакова: Опыт исагогико-экзегетического исследования. Киев, 1901. Магистерская диссертация.
- Речь перед защитой диссертации магистра богословия // Труды КДА. 1901. № 6.
- Крещение «мертвых ради» // Таврические епархиальные ведомости. 1901. № 10-11.
- Изъяснение труднейших мест первого послания святого апостола Петра // Таврические епархиальные ведомости. 1902. № 20, 22.
- Мораль М. Горького // Вера и разум. 1903. № 5.
- Наше духовенство в произведениях А. П. Чехова // Вера и разум. 1904. № 19.
- [Статья] // Алексей Степанович Хомяков. Сб. Тула, 1905.
- Избрание епископов в древней Церкви. Харьков, 1906.
- Теория проф. А. П. Лебедева — о братиях Господних. Харьков, 1907.
- Индивидуалистическое миросозерцание Леонида Андреева. Харьков, 1909.
- Речь к окончившим курсы учения в СПДА. СПб., 1911.
- Речь при отпевании высокопреосвященного Антония, митр. С.-Петербургского // Церковные ведомости. Приб. 1912. № 45. С. 1825.
- Речь // Церковные ведомости. Приб. 1913, № 28, с. 1305.
- Поучение новопостриженному иноку Иннокентию, студенту 2-го курса СПб духовной академии (В мире Борису Дмитриевичу Тихонову) // «Рус. инок», 1913, № 11, с. 696—699.
- Поучение в день св. прав. Лаврентия, калужского чудотворца // Калужский церковно-общественный вестник. 1913. № 24.
- «Стигматизация» (Богословско-психологический очерк). Харьков, 1905; Калуга, 1914.
- Приезд в Россию патриарха Антиохийского Иоакима в 1586 г. Калуга, 1914.
- Слова, поучения и речи. Калуга, 1914.
- Отзыв профессора С. Зарина о словах и речах. // «Приб. к „ЦВ“ 1914, № 34, с. 1532.
- «Демонические болезни» (Богословско-психологический очерк). Калуга, 1914,
- Христианское Чтение" 1912, июль-август, с. 774.
- «Глоссолалия» (1 Кор. 14, 1-40). Богословско-психологический очерк. Калуга, 1915.
- Прощальное послание к пастве калужской // Калужский церковно-общественный вестник. 1916. № 21.
- Соборность в церковном управлении // Церковно-общественный вестник. 1917. № 7/8.
- Какие требования должны предъявляться к кандидатам на митрополичьи кафедры?; К вопросу о митрополичьих округах; Соборность в церковном управлении // Всероссийский церковно-общественный вестник. 1917. 20 мая, 1, 27 июля.
- Святейший Патриарх Тихон; Положение Российской Церкви при советской власти (на греч. яз.) // Εκκλησιαστική αλήθεια. 1919.